# Кроу-Уинг (округ)
Кро́у-Уи́нг (англ. Crow Wing County) — округ в штате Миннесота, США. Административный центр и крупнейший город — Брейнерд. По переписи 2000 года в округе проживают 55 099 человек. Площадь — 2995 км², из которых 2580,8 км² — суша, а 414,2 км² — вода. Плотность населения составляет 21 чел./км².

## История
Округ был основан в 1857 году.